# Friedrich Gottlob Jakob von der Schulenburg
Friedrich Gottlob Jakob Graf von der Schulenburg-Altenhausen (* 1818; † 1893) war ein preußischer Verwaltungsjurist und Landrat.

## Leben
Graf von der Schulenburg-Altenhausen wirkte als Regierungsreferendar in Magdeburg und ab 1844 in Potsdam. 1847 wurde er beurlaubt und 1850 a. D. gestellt. 1858 bis 1885 amtierte er als Landrat im Kreis Osterburg in der Provinz Sachsen.
Graf von der Schulenburg-Altenhausen war Mitbesitzer der Güter Altenhausen und Ivenrode.